# Hanazono-san Chi no Futago-chan
Hanazono-san Chi no Futago-chan (花園さんちのふたごちゃん?) es una serie de webmanga escrita e ilustrada por Nena Kitajima. El manga fue serializado en la app y sitio web Magazine Pocket de Kōdansha del 21 de julio de 2020 al 14 de diciembre de 2021, y se ha compilo en sieite volúmenes tankōbon.

## Argumento
Tatara Tani es un estudiante de primer año de secundaria promedio, tanto en términos de calificaciones como de atletismo. Tiene dos amigas de la infancia que asisten a su escuela, ¡y son gemelas! La hermana mayor Ranko es una gal, mientras que su hermana menor Yuriko es una idol popular. Lentamente se habían distanciado de Tatara, pero aun así, este siempre había estado enamorado secretamente de Yuriko. Un día, Yuriko de repente le pidió una cita. Esta cita fue el comienzo de una relación secreta entre las gemelas y él.

## Personajes
Tatara Tani (谷多々良 Tani Tatara?)
Ranko Hanazono (花園蘭子 Hanazono Ranko?)
Yuriko Hanazono (花園百合子 Hanazono Yuriko?)

## Manga
Hanazono-san Chi no Futago-chan es escrito e ilustrado por Nena Kitajima. La serie fue publicada en el sitio web Magazine Pocket de Kōdansha del 21 de julio de 2020 al 14 de diciembre de 2021, y se lanzaron 7 volúmenes tankōbon de la serie.
| Volúmenes de manga publicados | Volúmenes de manga publicados | Volúmenes de manga publicados |
| Número                        | Fecha de publicación          | ISBN                          |
| ----------------------------- | ----------------------------- | ----------------------------- |
| 1                             | 9 de diciembre de 2020        | ISBN 978-4-06-521684-2        |
| 2                             | 9 de febrero de 2021          | ISBN 978-4-06-522351-2        |
| 3                             | 8 de abril de 2021            | ISBN 978-4-06-522986-6        |
| 4                             | 9 de junio de 2021            | ISBN 978-4-06-523574-4        |
| 5                             | 9 de septiembre de 2021       | ISBN 978-4-06-524846-1        |
| 6                             | 9 de noviembre de 2021        | ISBN 978-4-06-525993-1        |
| 7                             | 9 de febrero de 2022          | ISBN 978-4-06-526910-7        |